# Ctenophryne minor
Ctenophryne minor é uma espécie de anfíbio da família Microhylidae.
É endémica da Colômbia.
Os seus habitats naturais são: florestas subtropicais ou tropicais húmidas de baixa altitude e marismas intermitentes de água doce.